# Kontaktlinsen-Pflegemittel

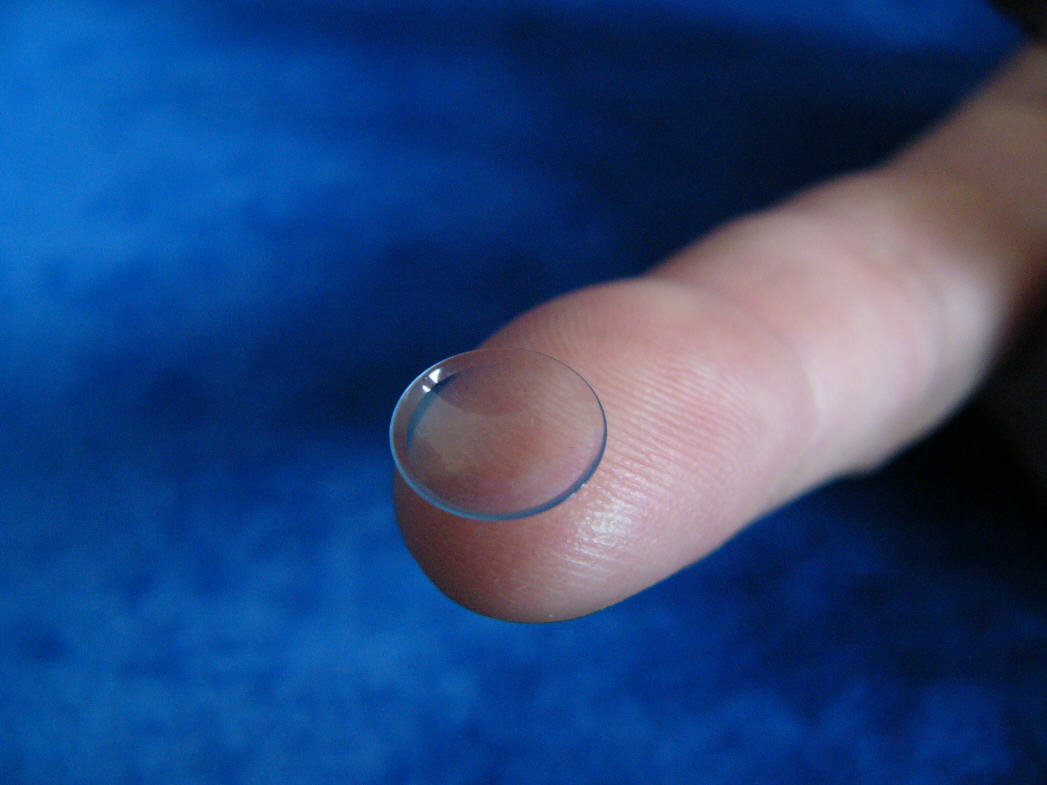
Kontaktlinse

Ein Kontaktlinsen-Pflegemittel hilft bei der Reinigung von Kontaktlinsen. Auf verschmutzten Kontaktlinsen und in schmutzigen Kontaktlinsenbehältern vermehren sich Bakterien und Pilze rasant und können somit das Auge nach dem Einsetzen einer Kontaktlinse reizen.

## Anwendung
Beim Tragen von Kontaktlinsen setzen sich auf der Kontaktlinsenoberfläche nach einiger Zeit kleinste Schmutzpartikel ab. Auch die Tränenflüssigkeit kann für Ablagerungen auf der Kontaktlinse verantwortlich sein.
Deswegen sollten Kontaktlinsen nach dem Tragen mit Pflegemitteln abgerieben werden. Dafür wird in den Handteller Pflegemittel eingefüllt und die Kontaktlinse hineingelegt. Nun wird die Kontaktlinse mit kreisenden Bewegungen und unter leichtem Druck abgerieben. Dadurch werden Ablagerungen entfernt. Anschließend wird die Kontaktlinse in einem Behälter mit Pflegemittel aufbewahrt. Eine trockene Aufbewahrung sollte vor allem bei weichen Kontaktlinsen vermieden werden. Auch der Kontaktlinsenbehälter sollte täglich geleert und gesäubert werden, da auch in der Kontaktlinsenflüssigkeit Erreger vorliegen können.

## Übersicht über verschiedene Pflegemittel
Die Kontaktlinsenpflege variiert je nach Material und Tragezeit. Tägliche Einwegartikel werden nach einmaligem Gebrauch entsorgt und müssen daher nicht gereinigt werden. Andere Linsen müssen regelmäßig gereinigt und desinfiziert werden, um Oberflächenbeschichtungen und Infektionen zu vermeiden. Je nachdem, ob weiche oder formstabile Kontaktlinsen verwendet werden, unterscheidet sich die Pflege. Die Auswahl der Pflegemittel sollte grundsätzlich mit einem Optiker oder Arzt abgesprochen werden. Wichtig ist, dass verschiedene Kontaktlinsen-Pflegemittel niemals gemischt werden. Mischungen können unvorhersehbare chemische Reaktionen auslösen und das Auge kann gereizt werden. Man spricht von einer Unverträglichkeitsreaktion.

### Kombilösungen

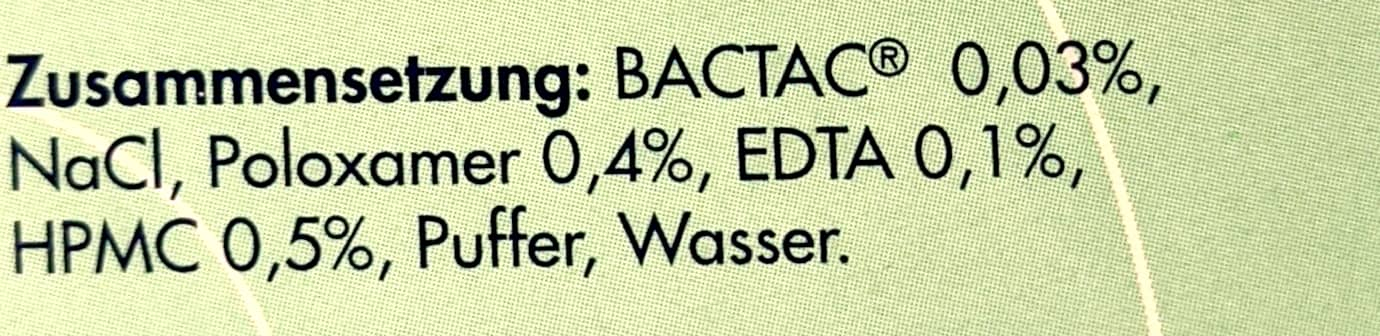
Zusammensetzung einer Kombilösung

Weiche Kontaktlinsen können mit Kombilösungen gereinigt werden. Kombilösungen dienen zusätzlich zur Aufbewahrung der Kontaktlinsen. Werden Kombilösungen verwendet, muss nicht neutralisiert werden. Allerdings können Kombilösungen allergische Reaktionen auslösen.
2002 wurden Bedenken geäußert, dass bei der Desinfektion der Linse Kombilösungen nicht wirksam gegen Akanthamöben sind. Im Mai 2007 wurde eine Kombilösung einer Marke aufgrund einer Anhäufung von Akanthamöben-Infektionen zurückgerufen. Seitdem haben Studien gezeigt, dass Kombilösungen gegen Akanthamöben unwirksam sind.

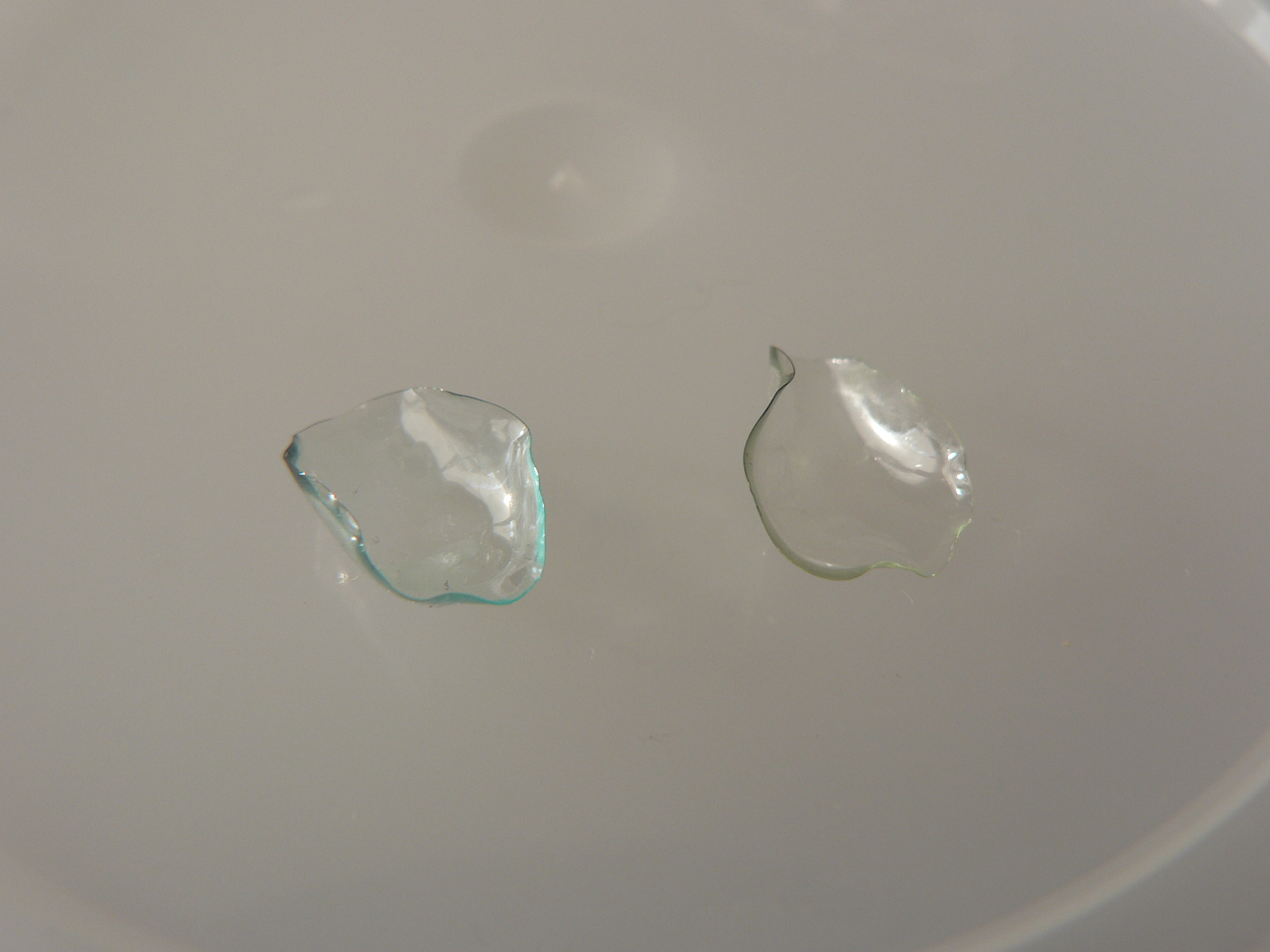
Kombilösungen werden unter anderem verwendet, damit weiche Kontaktlinsen nicht austrocknen.
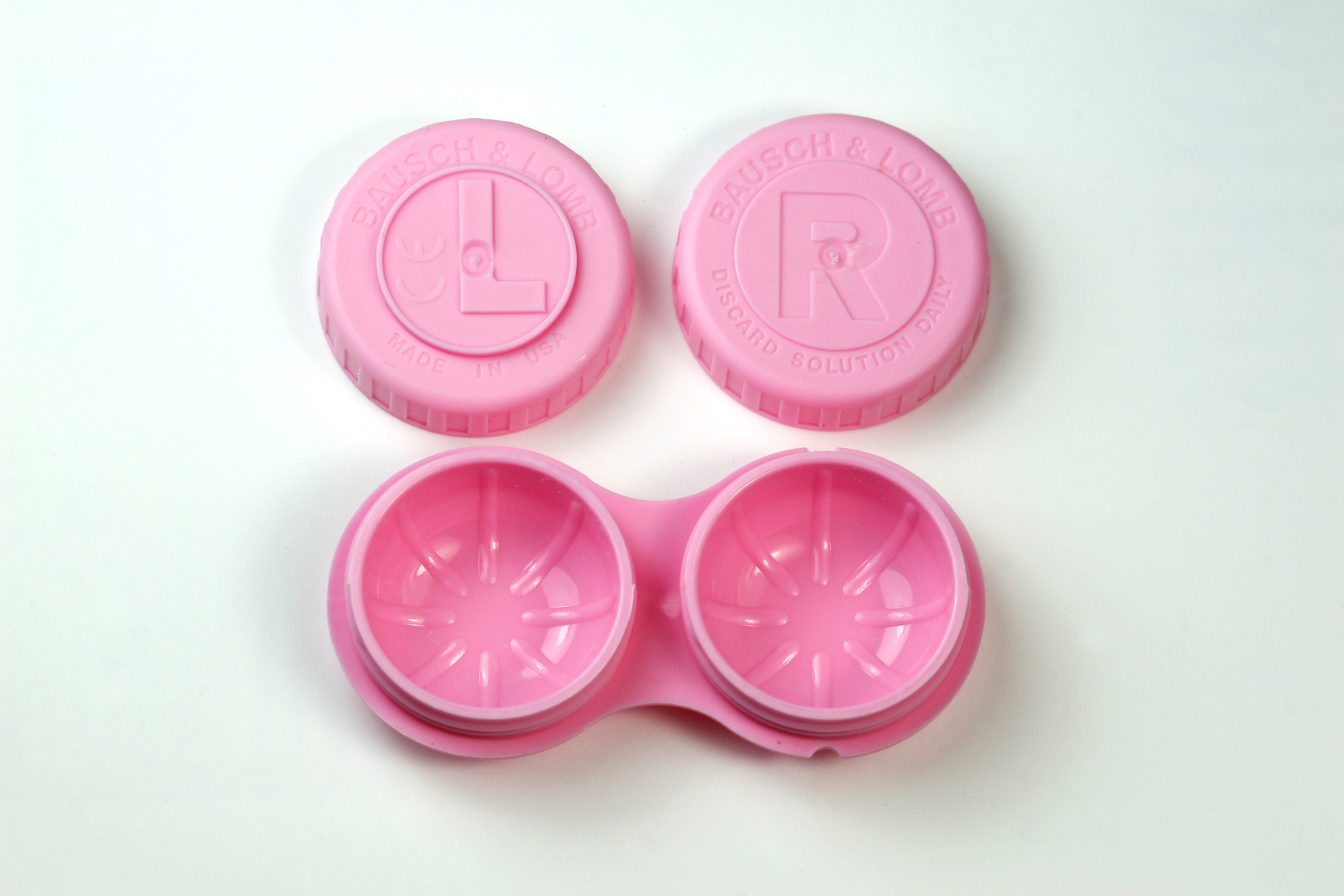
Kontaktlinsen werden einzeln in Kombilösungen in getrennten Behältern aufbewahrt. L = links R = rechts

### Pflegemittel auf Basis von Wasserstoffperoxid

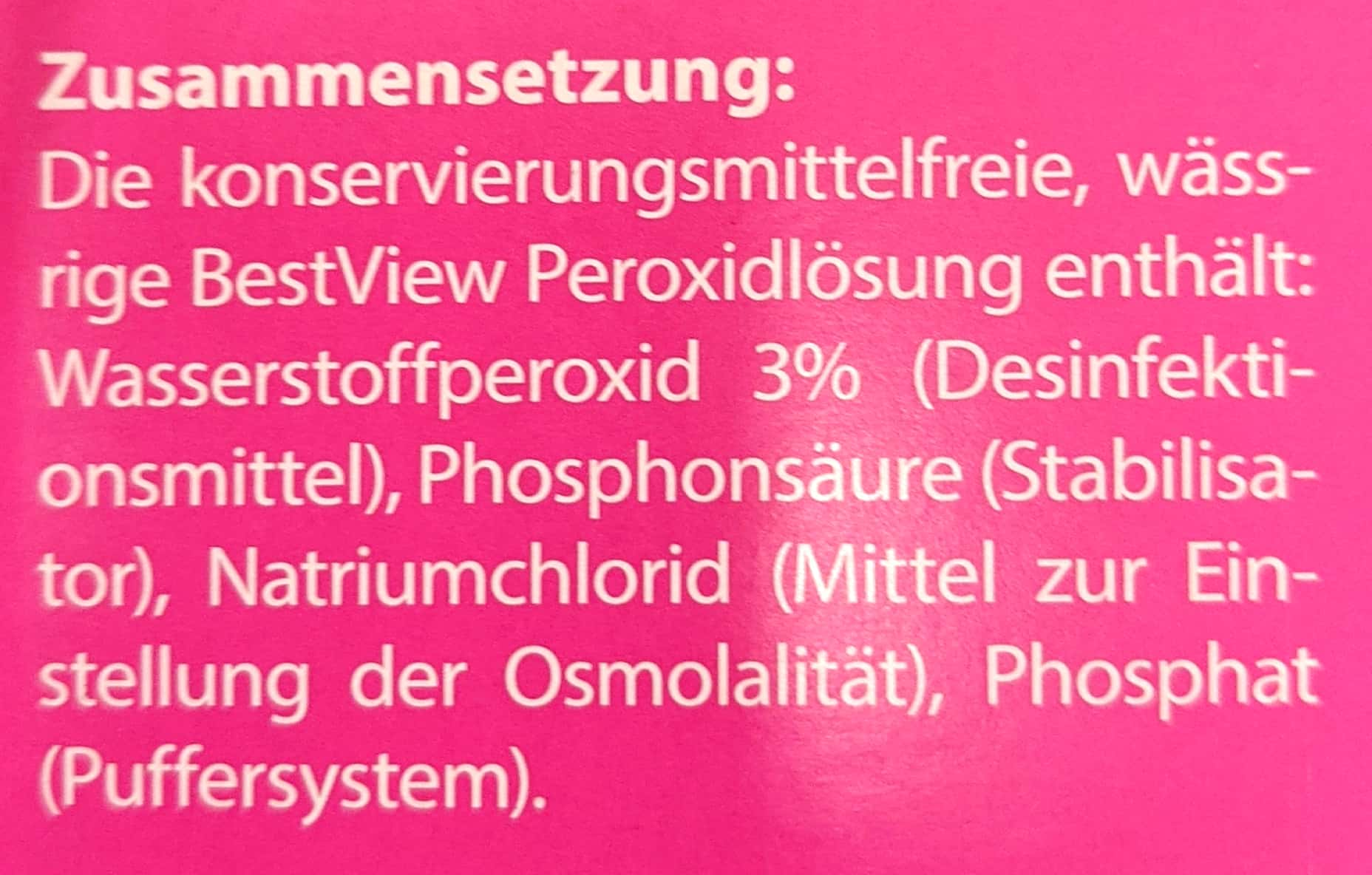
Zusammensetzung eines Pflegemittels auf Basis von Wasserstoffperoxid.

Weiche Halbjahres- und Jahreslinsen sollten wöchentlich mit Wasserstoffperoxid desinfiziert werden. Wird die Kontaktlinse mit Wasserstoffperoxid gereinigt, muss anschließend neutralisiert werden, bevor die Kontaktlinse in das Auge eingesetzt wird. Wird die Kontaktlinse ohne eine vollständige Neutralisation eingesetzt, können die Augen verätzt werden.
Pflegemittel auf Basis von Wasserstoffperoxid sind in zwei Varianten erhältlich: zweistufige Pflegemittel oder einstufige Pflegemittel.  Bei zweistufigen Pflegemitteln erfolgt die Neutralisation mittels einer Katalase- oder Natriumpyruvatlösung. Bei einem einstufigen Pflegemittel erfolgt die Neutralisation über Katalasetabletten oder eine platinbeschichtete Scheibe. Das Spülen der Kontaktlinsen vor dem Einsetzen ist bei dieser Variante nicht mehr notwendig. Die einstufige Variante ist vorteilhaft, da die Neutralisation nicht sofort erfolgen muss. Die Tabletten können nach 2–3 Stunden hinzugefügt werden, der Zeit, die für eine vollständige Desinfektion mit einer Wasserstoffperoxid-Lösung mit einer Konzentration von 3 % benötigt wird. Werden die 2–3 Stunden der Desinfektion nicht eingehalten, können nicht alle Bakterien, Pilze und Akanthamöben abgetötet werden.
Wichtig ist, dass das Pflegemittel auf Basis von Wasserstoffperoxid lichtgeschützt im Kühlschrank aufbewahrt wird. Wasserstoffperoxid hat den Vorteil, dass die Kontaktlinsen nicht nur gereinigt, sondern zusätzlich desinfiziert werden. Außerdem sind Kontaktlinsen-Pflegemittel auf der Basis von Wasserstoffperoxid geeignet für Allergiker.

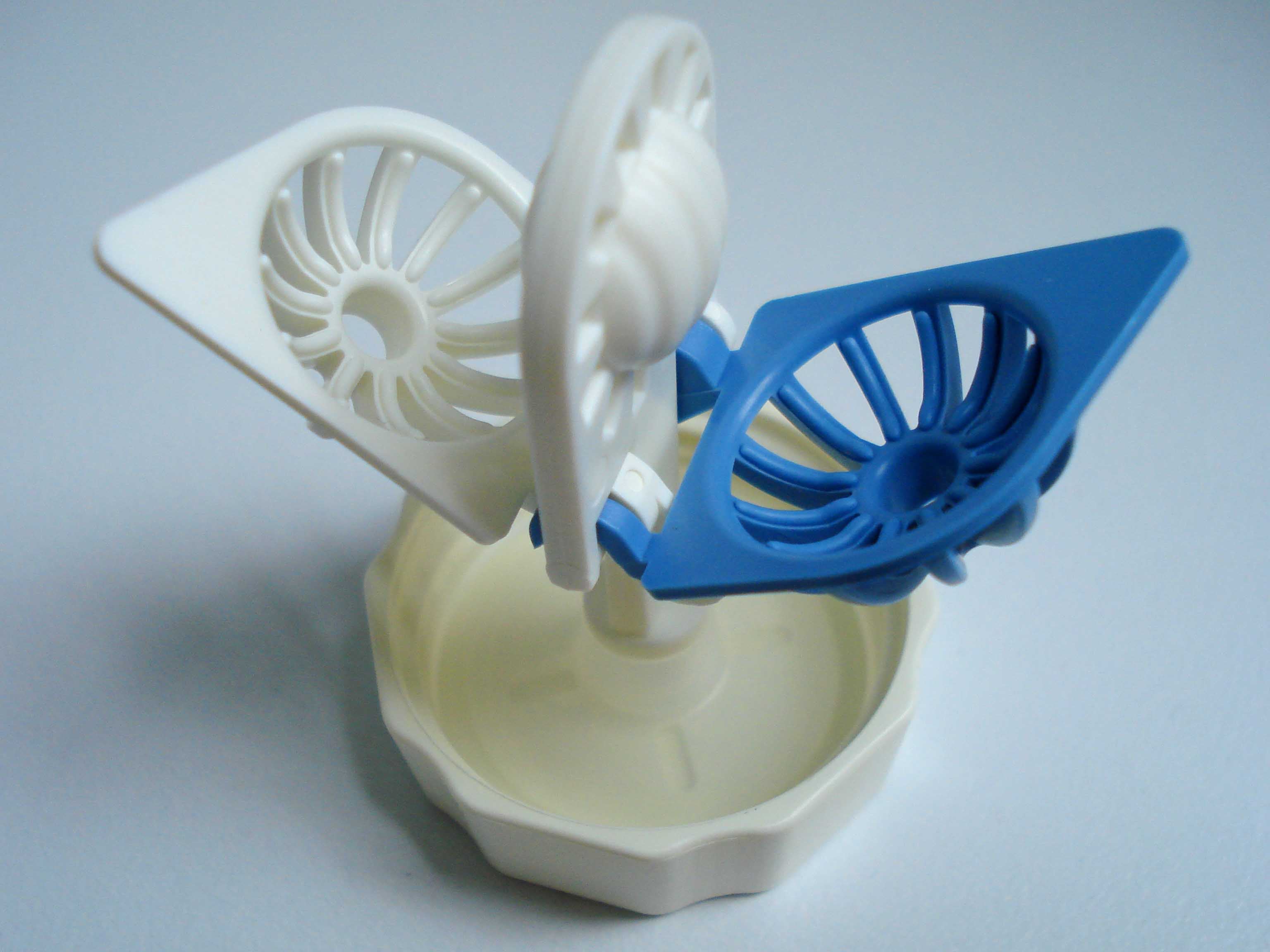
Kontaktlinsen-Behälter, der zur Desinfektion mit Pflegemitteln auf Basis von Wasserstoffperoxid verwendet wird.
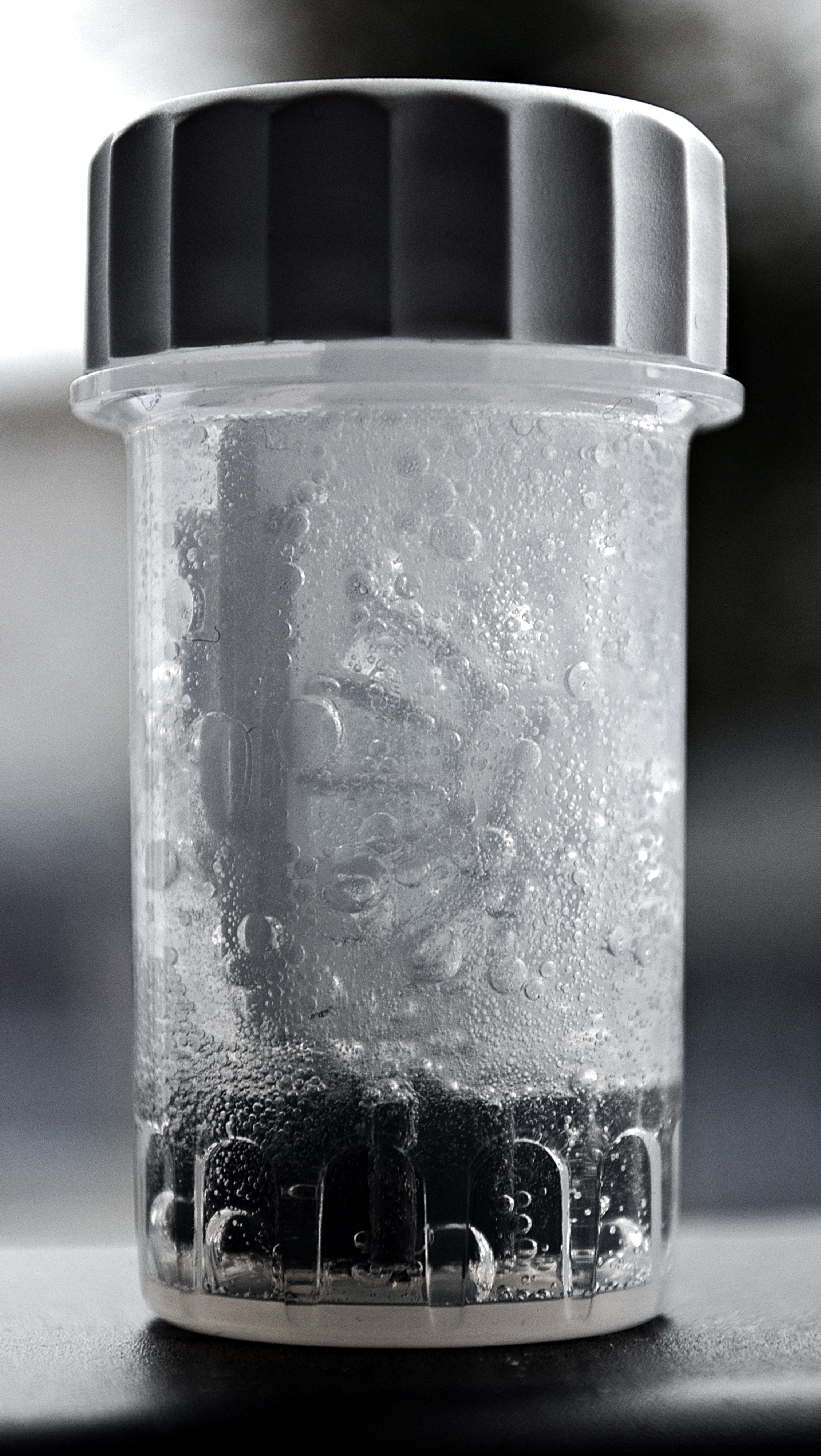
Kontaktlinsen, die in einer Lösung auf Wasserstoffperoxidbasis eingeweicht werden. Das Gehäuse ist Teil eines einstufigen Systems und enthält eine katalytische Scheibe an der Basis, um das Peroxid im Laufe der Zeit zu neutralisieren.

### Proteinentfernung
Weiche und formstabile Jahreskontaktlinsen sollten einmal pro Woche zusätzlich mit einem Proteinentferner von Ablagerungen befreit werden. Dadurch lässt sich die Lebensdauer der Kontaktlinsen verlängern. Typischerweise liegt dieser Reiniger in Tablettenform vor.

### Pflegemittel für formstabile Kontaktlinsen
Formstabile Kontaktlinsen werden mit Aufbewahrungslösungen und Reiniger für formstabile Kontaktlinsen behandelt. Dabei sollte darauf geachtet werden, dass keine Reiniger mit feinen Schleifteilchen verwendet werden, da diese abrasiv wirken. Beschichtete formstabile Kontaktlinsen können mit der falschen Reinigungslösung verkratzen. Vor dem Einsetzen sollten formstabile Kontaktlinsen mit Kochsalzlösung abgespült werden.

### Kochsalzlösungen
Sterile Kochsalzlösungen werden zum Spülen der Kontaktlinse nach der Reinigung und Vorbereitung zum Einsetzen verwendet. Kochsalzlösungen desinfizieren nicht und müssen daher in Verbindung mit einem Desinfektionssystem verwendet werden. Ein Vorteil von Kochsalzlösungen besteht darin, dass sie keine allergischen Reaktionen hervorrufen, sodass sie für Personen mit empfindlichen Augen oder starken Allergien gut geeignet sind.

### Ultraviolett-, Vibrations- oder Ultraschallgeräte
Ultraviolett-, Vibrations- oder Ultraschallgeräte können sowohl zur Desinfektion als auch zur Reinigung von Kontaktlinsen verwendet werden. Die Linsen werden für 2 bis 6 Minuten in das tragbare Gerät (betrieben mit Batterien und/oder Plug-in) eingesetzt, wobei sowohl die Mikroorganismen als auch die Proteinablagerungen gründlich entfernt werden. Diese Geräte sind normalerweise nicht im Optikfachhandel erhältlich, aber in anderen Geschäften.